# Nasozetes sumatrensis
Nasozetes sumatrensis är en kvalsterart som beskrevs av Sellnick 1930. Nasozetes sumatrensis ingår i släktet Nasozetes och familjen Hemileiidae. Inga underarter finns listade i Catalogue of Life.